# Coll de Nou Fonts
El Coll de Nou Fonts, o de les Nou Fonts, o de Noufonts, és un coll a 2.648,8 metres d'altitud a la Vall de Núria, en el límit dels termes comunal de Fontpedrosa de la comarca del Conflent, a la Catalunya del Nord, i municipal de Queralbs, a la del Ripollès.
És a prop de l'extrem sud-occidental del terme de Fontpedrosa i a la zona nord-oest del de Queralbs. Es troba al sud-est del Pic de Noufonts i a ponent del Pic de la Fossa del Gegant. Hi passa el Camí de Núria.